# Diplostix gracilis
Diplostix gracilis är en skalbaggsart som beskrevs av Vienna 2007. Diplostix gracilis ingår i släktet Diplostix och familjen stumpbaggar. Inga underarter finns listade i Catalogue of Life.